# Lygropia schematospila
Lygropia schematospila là một loài bướm đêm trong họ Crambidae.